# Našiměřice
Obec Našiměřice (německy Aschmeritz) se nachází v okrese Znojmo v Jihomoravském kraji. Žije zde 204 obyvatel.

## Historie
První písemná zmínka o obci pochází z roku 1236, kdy byla v držení místního vladyky. V majetku lokálního rodu setrvala až do roku 1361. Poté následovalo časté střídání majitelů. V roce 1634 byly Našiměřice připojeny k moravskokrumlovskému panství, kde setrvaly až do zrušení patrimoniální správy v roce 1848.

## Obyvatelstvo
| Rok  | Obyvatelé |
| ---- | --------- |
| 1869 | 441       |
| 1880 | 455       |
| 1890 | 418       |
| 1900 | 470       |
| 1910 | 482       |
| 1921 | 448       |
| 1930 | 457       |
| 1950 | 302       |
| 1961 | 361       |
| 1970 | 296       |

| Rok  | Obyvatelé |
| ---- | --------- |
| 1980 | 279       |
| 1991 | 225       |
| 2001 | 211       |
| 2014 | 213       |
| 2016 | 213       |
| 2017 | 212       |
| 2018 | 216       |
| 2019 | 211       |
| 2020 | 206       |
| 2021 | 179       |

| Rok  | Obyvatelé |
| ---- | --------- |
| 2022 | 204       |
| 2023 | 209       |
| 2024 | 204       |

## Pamětihodnosti
- Kostel svatého Jiljí v jižní části obce. Jednolodní gotický chrám pochází z 2. čtvrtiny 14. století. Ve zvonici kostela se nachází nejstarší dochovaný zvon na Moravě.
- Barokní socha svatého Jana Nepomuckého na návsi